# ۴۴۳ (میلادی)
۴۴۳ (میلادی) چهارصد و چهل و سومین سال تقویم میلادی است.

## درگذشتگان
‎